# Олово
О́лово, ста́нум(хімічний знак — {\displaystyle {\ce {Sn}}}, лат. stannum — стійкий, міцний), у нефаховій літературі також ста́ній, ци́на — хімічний елемент з атомним номером 50, що належить до 14-ї групи, 5-го періоду періодичної системи хімічних елементів. Утворює просту речовину — метал о́лово.
В художній літературі зустрічається також застаріла назва о́ливо.

## Походження назви
Латинська назва олова — stannum, первісно означала стоп срібла зі свинцем, а свого сучасного значення набула у IV ст. до н. е. До цього часу для позначення олова у Давньому Римі уживали слово plumbum album («білий плюмбум», «білий свинець», на відміну від простого, «чорного» свинця — plumbum nigrum). Судячи з усього, римляни вважали олово видозміною свинцю. Stannum походить від ранішої форми stāgnum, походження якої неясне. Припускають, що це може бути запозичення з мови доіндоєвропейського населення Італії. Енциклопедичний словник Мейєра пропонує версію походження слова stāgnum з давньокорнської мови (пор. сучасне корн. stean), наводячи за доказ те, що Корнуолл був значним постачальником цього металу у перших століттях нашої ери. Малопереконливою є версія, яка пов'язує це слово з санскритським stha («стояти», «стійко триматися») або sthavan («міцно», «стійко»).
Українське «олово» (застаріле «оливо») походить від прасл. *olovo, звідки також біл. волава («олово», «свинець») і рос. олово («олово»). У більшості слов'янських мов похідними від *olovo зовуть інший метал — свинець (пол. ołów (від нього походить українське «олівець»), чеськ., словац. і хорв. olovo, болг. і мак. олово, серб. олово/olovo, застаріле українське оливо в цім значенні), а щодо олова уживають інші слова: пол. cyna, чеськ. і словац. cín, болг. калай, мак. калаj, серб. kalaj/калаj, хорв. kositar, словен. kositer. У східнослов'янських мовах теж існують інші назви олова: біл. цына, укр. цина.
Праслов'янське *olovo споріднене з лит. alavas («олово») та латис. alva, alvs («олово»), прусськ. alwis («свинець»), і можливо, з давн.в-нім. ёlo («жовтий»), лат. albus («білий»), грец. ἀλφός («білий лишай», «проказа»), разом з якими виводять з пра-і.є. *h₂élbʰos, *álbʰos, *albʰós («білий»). Тобто «олово» — «білий метал». Друга версія виводить *olovo від прасл. *liti («лити»), тобто «метал, який відливають». Інші виводять *olovo від нім. Blei, лат. plumbum та грец. μολυβδος («свинець», звідси і назва молібдену), від лат. oleum («олія» — начебто від того, що з олова робили посуд для її зберігання).
Слово «цина» походить через пол. cyna з нім. Zinn, що, в свою чергу, є похідним від прагерм. *tinom («олово»), з якого походить також англ. tin.

## Загальна характеристика
Олово — поширений елемент, його кларк у земній корі 0,8·10−3 % за масою. Він має тенденцію до накопичення в пізніх продуктах еволюції магматичних розтопів — пегматитах, а також в гідротермальних утвореннях. Відомо понад 20 основних мінералів олова, з яких промислове значення мають каситерит SnO2 (78,6 %) — головний мінерал олов'яних руд, а також станін Cu2FeSnS4 (27,7 %), тиліт PbSnS2 (30,4 %), франкеїт Pb5Sn3Sb2S14 (17 %) і циліндрит Pb3Sn4Sb2S14.
Проста речовина олова за нормальних умов — м'який сріблясто-білий метал, стійкий до хімічних реагентів. Його густина 7310 кг/м³, tплав. 231,93 °C; tкип 2602 °C, питомий електричний опір 11,5·10−8 Ом·м (20 °C). Границя міцності при розтягненні 16,6 МПа, відносне подовження 80-90 %, твердість за Брінеллем 38,3–41,2 МПа.
Олово поліморфне. За звичайних умов елемент існує у вигляді β-модифікації (біле олово, β-Sn), яка є стійкою при температурі вищій від 13,2 °C. Біле олово — це м'який, пластичний метал, з тетрагональною кристалічною ґраткою, параметри a = 0,5831, c = 0,3181 нм. Координаційне оточення кожного атома олова в ньому — октаедр.
При охолодженні біле олово переходить в α-модифікацію (сіре олово, α-Sn). Хоча температура рівноваги взаємопереходу модифікацій становить 13,2 °С, в реальних умовах поліморфне перетворення стає помітним лише при температурі нижчій за 0 °С. Сіре олово має структуру алмаза (кубічна кристалічна ґратка з параметром а = 0,6491 нм). В сірому олові координаційний поліедр кожного атома — тетраедр, координаційне число 4. Фазове перетворення β-Sn в α-Sn супроводжене зростанням питомого об'єму на 25,6 % (густина α-Sn становить 5769 кг/м³), що спричиняє розсипання олова у порошок (явище отримало назву «олов'яна чума»). Найшвидший перехід з білого олова в сіре відбувається при -48 °C.
Ще дві алотропні форми γ і σ, виявлено при температурах вищих за 161 °C і тисках, що перевищують декілька ГПа.

## Історія
Олово в стопах з міддю визначило «бронзову добу» (~4000-1000 рр. до н. е.) матеріальної культури людства. У старовину його видобували на території Англії, Болівії, Китаю і на Кавказі.

## Ізотопи
Олово (станум) має найбільшу кількість стабільних ізотопів з усіх хімічних елементів — 9. Вони мають атомні маси від 112 до 124, за винятком мас 113, 121 та 123. Найбільше в рудах ізотопів 120Sn — майже третина, 118Sn та 116Sn, найменше 115Sn. Ізотопи з парним масовим числом не мають ядерного спіна, а ізотопи з непарним масовим числом мають спін 1/2. Ізотопи 115Sn, 117Sn та 119Sn серед тих, які найпростіше детектують за допомогою ядерного магнітного резонансу.
Таке велике число стабільних ізотопів вважають наслідком того, що атомний номер олова 50 — одне з магічних чисел. Існує також 28 нестабільних ізотопів, а весь діапазон можливих атомних мас простягяється від 99 до 137. Крім 126Sn, у якого період напіврозпаду 230 тис. років, усі решту живуть менше року. Серед цих ізотопів подвійно-магічний 100Sn.

## Утворення
Олово утворюється внаслідок s-процесу в зорях із масою від 0,6 до 10 сонячних. Цей процес проходить при бета-розпаді ядра атома Індію після захоплення ним нейтрона.

## Хімічні сполуки
При нагріванні в кисневій атмосфері олово утворює діоксид SnO2 (каситерит). SnO2 амфотерний і утворює солі станатів (SnO2−
3) з основами та солі олова(IV) з кислотами. Існують також станати зі структурою [Sn(OH)6]2−, на кшталт K2[Sn(OH)6], хоча у вільному стані кислота H2[Sn(OH)6] невідома.
Олово об'єднюється безпосередньо з хлором утворюючи хлорид олова(IV), але при реакції з хлоридною кислотою утворюється хлорид олова(II) з виділенням водню у вигляді газу. Існує кілька інших сполук олова зі ступенями окиснення +2 та +4, наприклад сульфід олова(II) та сульфід олова(IV). Проте існує тільки один гідрид — станан (SnH4), в якому олово має ступінь окиснення +4.
Найбільше практичне значення має хлорид олова(II), який використовують як відновник та як протрава при фарбуванні тканин. При нанесенні сполук олова на скло методом розпилювання утворюються електропровідні покриття, що знайшли застосування в панельному освітленні та при виготовленні морозостійкого вітрового скла для автомобілів.
Такі сполуки олова, як флуорид олова(II) SnF2 додають до деяких продуктів, котрі використовують при догляді за зубами. SnF2 можна змішувати з абразивами на основі кальцію, тоді як звичний флуорид натрію в суміші з кальцієвими сполуками поступово втрачає свою хімічну активність. Показано також, що він ефектившіний від флуориду натрію при запобіганні гінгівіту.

## Отримання
| Країна         | Запаси | Видобуток |
| -------------- | ------ | --------- |
| КНР            | 1500   | 100       |
| Індонезія      | 800    | 40        |
| Бразилія       | 700    | 11,9      |
| Болівія        | 400    | 18        |
| Росія          | 350    | 0,3       |
| Малайзія       | 250    | 3,7       |
| Австралія      | 240    | 5,9       |
| Таїланд        | 170    | 0,3       |
| Перу           | 91     | 26,1      |
| Інші           | 180    | 0,07      |
| Всього у світі | 4700   | 230       |

Олово добувають з олов'яних, олово-вольфрамових, олово-срібних і олово-поліметалічних руд.

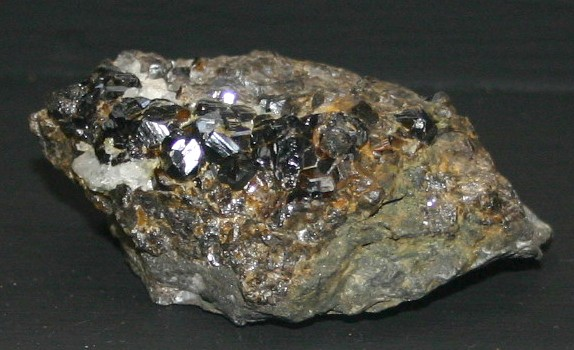
Кристали каситериту в олов'яній руді

У процесі переробки рудоносна порода, що містить каситерит (SnO2) піддається подрібненню до розмірів частинок в середньому ~10 мм, в промислових млинах, після чого каситерит за рахунок своєї більшої густини та маси відокремлюється від пустої породи вібраційно-гравітаційним методом на збагачувальних столах. На додаток застосовується флотаційний метод збагачення/очищення руди. Таким методом вдається підвищити вміст олова у руді до 40-70 %. Далі проводять обпалювання концентрату у кисні для видалення домішок сірки та арсену.
Концентрат надалі піддається плавці у печах з відновленням олова із застосування як відновника деревного вугілля, шари якого вкладаються почергово із шарами руди або алюмінію (цинку) в електропечах:
SnO2 + C = Sn + CO2.
Особливо чисте олово напівпровідникової чистоти отримують електрохімічним рафінуванням або методом зонного топлення.
Середній вміст Sn в концентратах, що виготовляють в Малайзії — 74,47 %, Індонезії — 70 %, Таїланді — 72%, Болівії — 32 %. У Великій Британії випускають концентрат із вмістом 45 і 55 % Sn. Значну кількість олова отримують через вторинну переробку кольорового металобрухту.
Провідним виробником і водночас споживачем олова у світі є Китай.
Вимоги до олова, що виробляє промисловість, його маркування й використання в залежності від процентного хімічного складу закладені у міждержавному стандарті ГОСТ 860-75:
| Марка   | Sn, % не менше | As, %  | Fe, %  | Cu, %  | Pb, %  | Bi, %  | Sb, %  | S, %  | Zn, %  | Al, %  | Домішок % | Використання                                                                            |
| ------- | -------------- | ------ | ------ | ------ | ------ | ------ | ------ | ----- | ------ | ------ | --------- | --------------------------------------------------------------------------------------- |
| ОВЧ 000 | 99,999         | 1·10−4 | 1·10−4 | 1·10−5 | 1·10−5 | 1·10−6 | 1·10−5 | —     | 1·10−5 | 1·10−4 | 1·10−3    | Напівпровідникова техніка                                                               |
| О1 пч   | 99,915         | 0,01   | 0,009  | 0,01   | 0,025  | 0,01   | 0,015  | 0,007 | 0,002  | 0,002  | 0,085     | Виробництво консервної бляхи та приготування хімічних реактивів                         |
| О1      | 99.900         | 0,01   | 0,009  | 0,01   | 0,04   | 0,015  | 0,015  | 0,008 | 0,002  | 0,002  | 0,1       | Виробництво бляхи, прутки та стрічки електротехнічного призначення, виробництво припоїв |
| О2      | 99,565         | 0,015  | 0,02   | 0,03   | 0,25   | 0,05   | 0,05   | 0,016 | 0,002  | 0,002  | 0,435     | Виробництво бабітів, припоїв, фольги, лудження кухонного посуду                         |
| О3      | 98,49          | 0,03   | 0,02   | 0,10   | 1,0    | 0,06   | 0,3    | 0,02  | —      | —      | 1,51      | Виробництво припоїв                                                                     |
| О4      | 96,43          | 0,05   | 0,02   | 0,10   | 3,0    | 0,10   | 0,3    | 0,02  | —      | —      | 3,51      | Виробництво припоїв, бабітів, сплавів, модифікування сірого чавуну                      |

## Стопи олова
Найчастіше трапляються стопи олова з міддю (Cu), свинцем (Pb) та стибієм (Sb). Крім названих компонентів використовують Bi, Zn, Cd, Tl. Стопи олова характеризуються, зазвичай, низькою температурою плавлення, відносно малими міцністю та твердістю, високою пластичністю.
З багатьма металами олово утворює евтектики, що мають нижчу температуру плавлення, ніж вихідні компоненти, наприклад сплави (в дужках вказано відсотковий вміст олова за масою й температура плавлення, відповідно) Bi-Sn (45 %, 139 °С); Cd-Sn (67,76 %, 177 °С); Pb-Sn (61,9 %, 183 °С); Tl-Sn (56,76 %, 170 °С), Zn-Sn (91 %, 198 °С); тверді розчини з легувальними металами утворює рідко. Для олова характерним є утворення інтерметалевих сполук (станідів), що мають, переважно, високі температури топлення, наприклад Zr3Sn2 (tплав = 1985 °С), Ti3Sn (1663 °С), Pt3Sn (1420 °С), Pr2Sn (1415 °C), Cl2Sn (1400 °С), Mg2Sn (778 °С).
Найвідоміші стопи олова, що знайшли широке використання — це легкотопові припої, антифрикційні стопи олова (бабіти) та п'ютери.
Легкостопні припої — це переважно с стопи на основі олова та свинцю. Вміст олова в них може коливатись ві 1 до 95 %; найпоширенішими є стопи з вмістом 59-61 (ПОС-61 та 49-51 % (ПОССу-50-0,5) олова. Легувальними компонентами можуть служити Sb, Cu, Cd, Zn, Ag, In; шкідливими домішками є Al, As та S. Припої різняться низькими твердістю та міцністю, високими пластичністю та корозійною стійкістю, їх розтопи добре змочують поверхні більшості металів і у тонкому шарі вони характеризуються високою границею витривалості.
Антифрикційні стопи олова (оловянисті бабіти) можуть містити від 6 до 89 % Sn. Найпоширенішими є стопи з вмістом 83 % (марки Б83 та Б83С) та 88 % (марки Б88) олова, леговані 7–12 % Sb та 2,5–6,5% Cu. Високі антифрикційні властивості цих стопів обумовлені їх гетерогенною структурою — у м'якій матриці твердого розчину стибію в олові рівномірно розподілені тверді кристали SnSb та Cu3Sn. Бабіти характеризуються високою корозійною стійкістю і теплопровідністю, низьким температурним коефіцієнтом лінійного розширення.
П'ютер — стоп олова (вміст якого може бути від 85 до 99 %) з іншими металами, такими як мідь (0,25–2,5 %), стибій (0,5–8 %), вісмут або свинець. Характеризується високою деформівністю, а при вмісті міді та стибію і твердістю. Додавання свинцю до стопу погіршує механічні властивості але надає йому своєрідного блиску з голубуватим відтінком. Температура плавлення стопу може становити 170–230 °C — у залежності від процентного вмісту компонентів.

## Застосування
Олово має широке застосування завдяки своїй легкотопності, м'якості, ковкості, хімічній стійкості і здатності давати високоякісні стопи (наприклад, бабітів для вальниць, що працюють при великих ударних навантаженнях). Використовують для виробництва білої жерсті і фольги. До основних галузей споживання олова належать: харчова (40 %), авіаційна, автомобільна, суднобудівна і радіотехнічна промисловість, а також гальванопластика, скляна і текстильна промисловість.
Припої на базі олова використовують при паянні деталей, що зазнають невеликих ударних навантажень за невисоких температур. При паянні міді, мідних сплавів, криць міцність у з'єднанні досягається через утворення оловом твердого розчину (інтерметаліду) з металом виробу. За допомогою припоїв системи Sn-Pb можна паяти практично всі метали і сплави, за винятком алюмінію та його сплавів з яким, навіть при використанні флюсів, шви мають понижену механічну стійкість, яку додатково потрібно захищати від вологи лаковим покриттям. Традиційно більшість припоїв були сплавами олова зі свинцем, в яких вміст олова становив від 5 % до 70 % за вагою. Однак, 2006 року Європейський Союз обмежив застосування свинцю, що, відповідно, збільшило попит на олово.
Досить нова сфера застосування олова, яка розвивається особливо швидко в останні роки — це хімія. Близько 13–15 % олова, яке виробляють, наразі застосовують в хімічних виробництвах, як каталізатори для полімеризації силіконової гуми і виробництва пінополіуретану. Олово використовують в скляній промисловості, наприклад при виробництві кришталю і полірованого скла.
Оксид олова застосовують в глазурі для кераміки. Він надає глазурі непрозорості і служить барвним пігментом. Оксид олова можна також осаджувати з розчину у вигляді тонкої плівки на різні вироби, що підвищує міцність скляних виробів. Введення станату цинку та інших похідних олова в пластичні і синтетичні матеріали зменшує їх здатність до займання і перешкоджає утворенню токсичного диму.
Nb3Sn є надпровідником II роду із критичною температурою 18 К. Його використовують для виготовлення надпровідних електромагнітів.
Галерея зображень виробів з олова та його сплавів

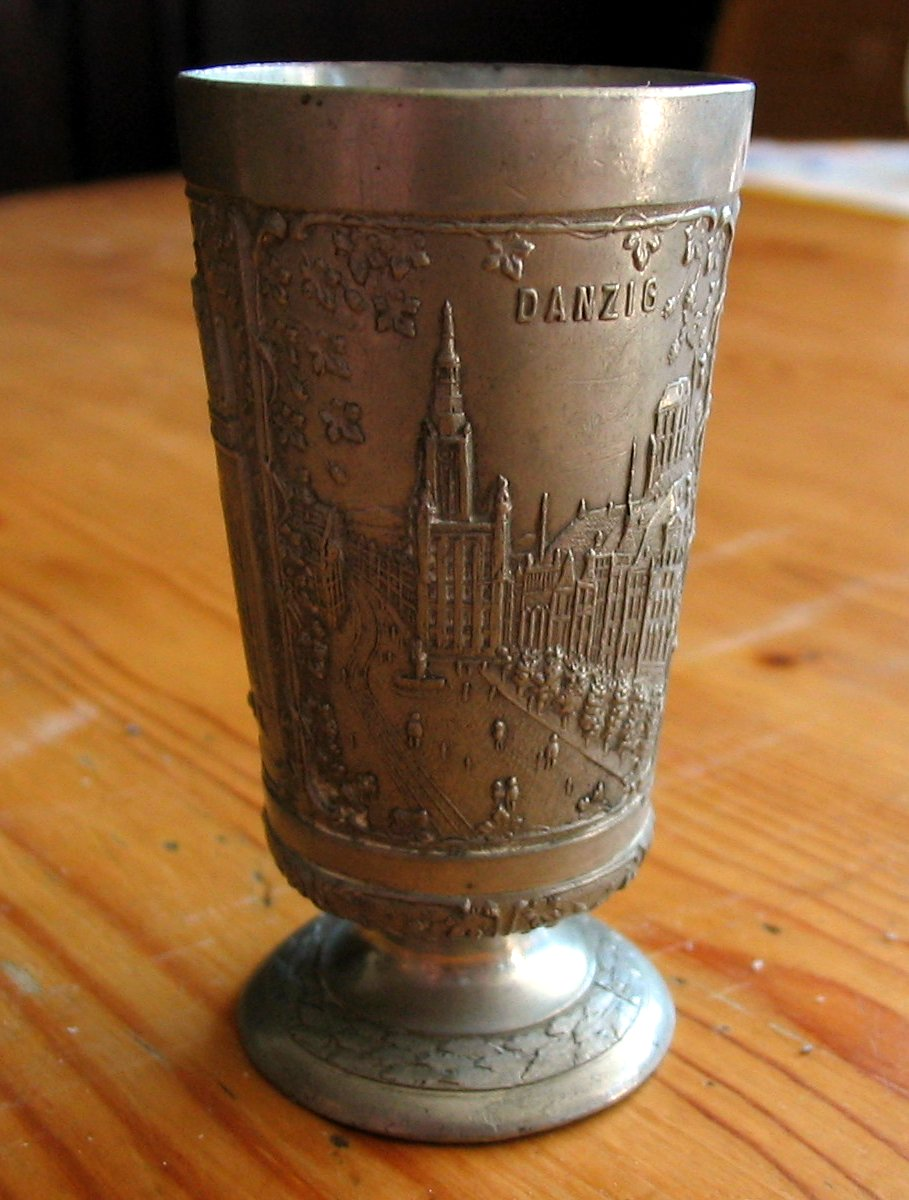
Олов'яний кубок з Гданська (Польща)
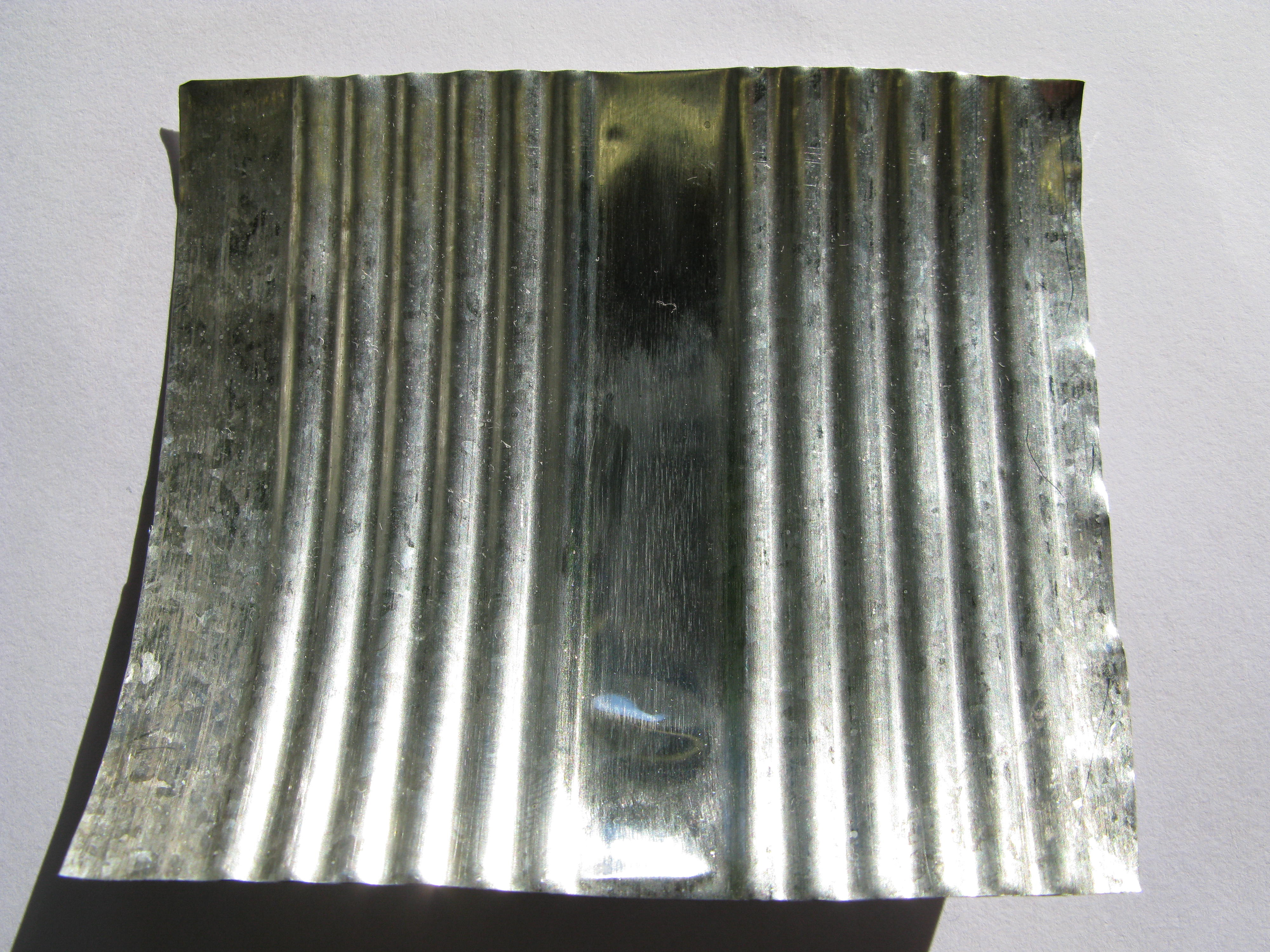
Стінка консервної банки з олов'яним покриттям
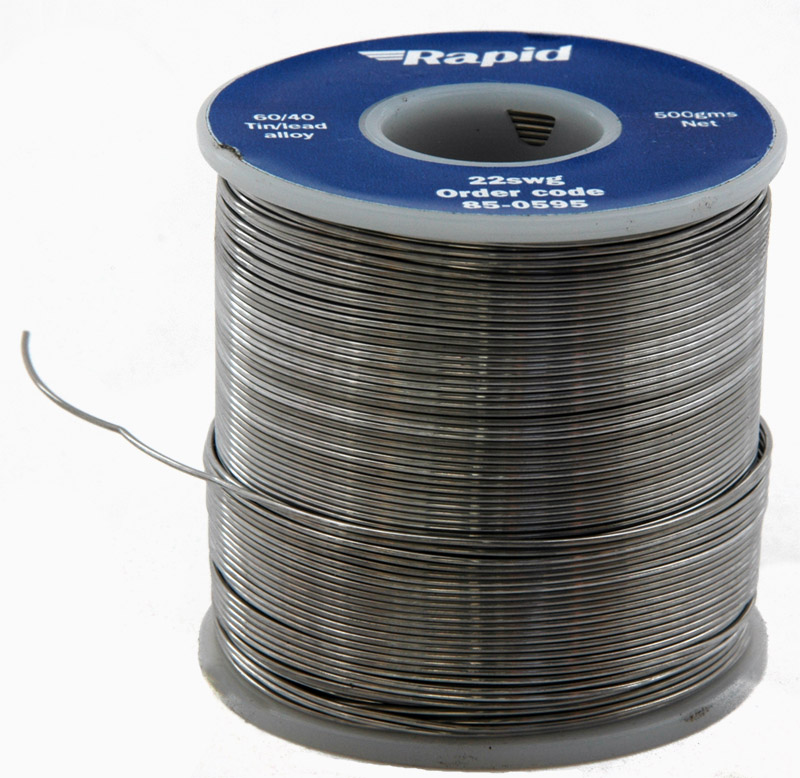
Котушка легкоплавкого припою ПОС-61 (Sn60Pb40)
Корінний підшипник колінчастого вала з нанесеним на робочу поверхню шару бабітуКорінний підшипник колінчастого вала з нанесеним на робочу поверхню шару бабіту
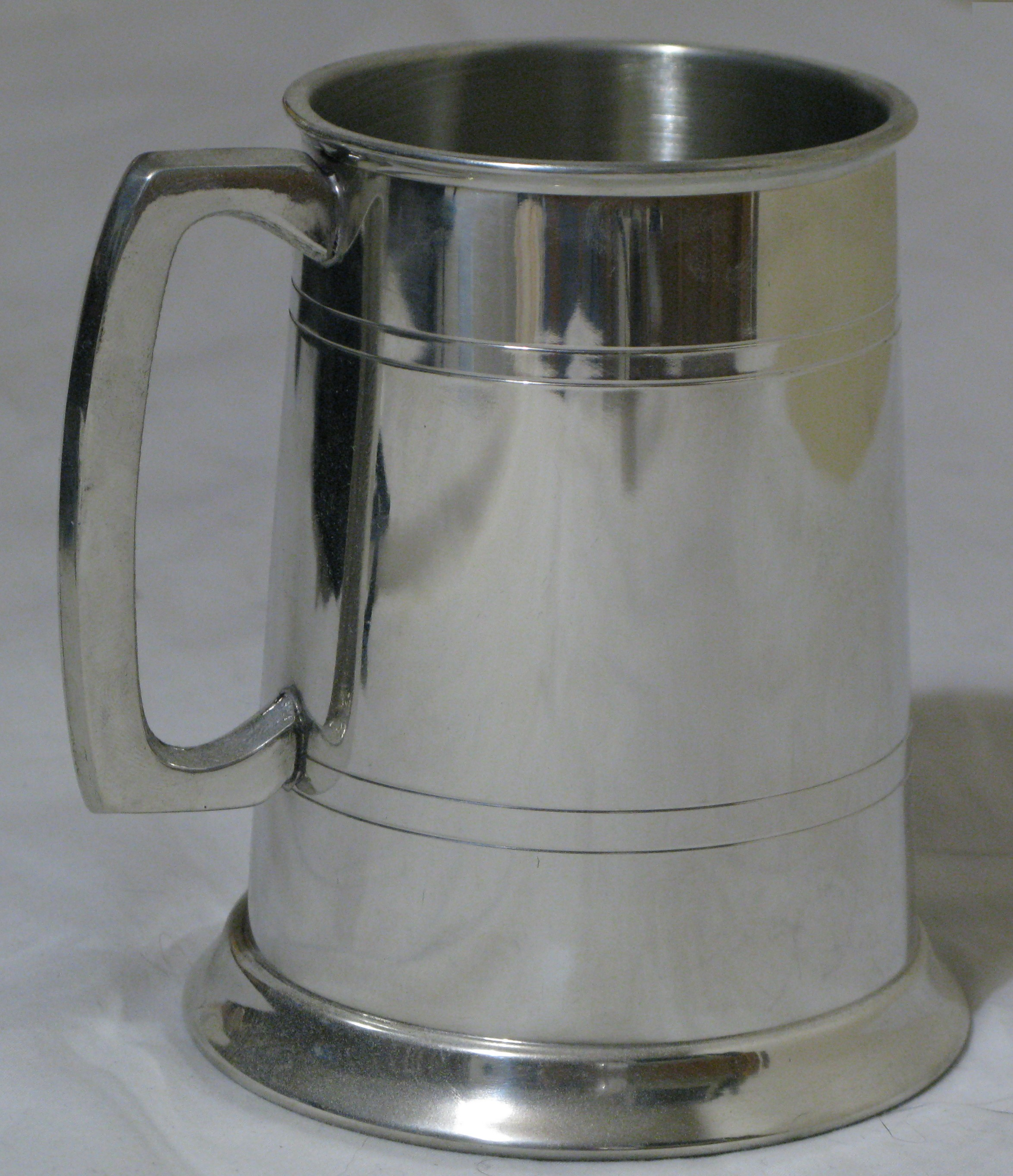
Старовинний пивний кухоль з п'ютера

## Біологічна роль
Роль олова в живих організмах вивчено мало. В тілі людини міститься приблизно (1–2)·10−4 % олова, а його щоденне надходження з їжею становить 0,2–3,5 мг.
Металічне олово не є токсичним, що дозволяє застосовувати його в харчовій промисловості. Олово становить небезпеку для людини у вигляді пари чи різних аерозольних частинок, пилу. Під упливом парів або пилу сполук олова може розвинутися ураження легенів. Дуже токсичними є деякі стануморганічні сполуки, які використовуються як бактерициди (наприклад, бензоат трибутилстанума) і фунгіциди (наприклад, ацетат трифенілстанума), вони входять до складу отрут проти блощиць.
Гранично допустима концентрація (ГДК) сполук олова в атмосферному повітрі 0,05 мг/м³, ГДК в харчових продуктах — 200 мг/кг, в молочних продуктах та соках — 100 мг/кг. Токсична доза олова для людини — 2 г.